# Emin Grozdanić
Emin Grozdanić, né le 5 juillet 1999 en Suède, est un footballeur suédois qui évolue au poste de défenseur central à l'IFK Värnamo.

## Biographie

### Formation et débuts
Né en Suède, Emin Grozdanić est formé par l'IFK Göteborg, puis par le club rival du GAIS où il termine sa formation. Il découvre le monde professionnel avec ce club, jouant son premier match en équipe première lors d'une rencontre de Superettan, la deuxième division suédoise, le 17 juin 2017 contre l'IF Brommapojkarna. Il entre en jeu et son équipe est battue sur le score de trois buts à deux.
Après un passage d'une saison au Syrianska FC, Emin Grozdanić fait son retour au GAIS le 6 mars 2020.
Il inscrit son premier but en professionnel sous les couleurs du GAIS, le 11 avril 2022, lors d'une rencontre de championnat face au FC Trollhättan. Titulaire, il donne la victoire à son équipe en étant l'unique buteur de la partie.

### IFK Värnamo
En janvier 2023, Emin Grozdanić rejoint l'IFK Värnamo. Le transfert est annoncé dès le 26 novembre 2022 et il signe un contrat courant jusqu'en décembre 2025,.
Il découvre alors l'Allsvenskan, la première division suédoise, jouant son premier match dans la compétition le 2 avril 2023, lors de la première journée de la saison 2023 contre l'IFK Göteborg. Il est titularisé et son équipe s'impose par un but à zéro.
Grozdanić marque son premier but pour Värnamo le 21 novembre 2024, lors d'un match de promotion/relégation face au Landskrona BoIS. Titulaire, il est l'auteur de l'ouverture du score de la tête sur un service de Simon Thern et les deux équipes se neutralisent (2-2 score final).